# سایوری ایشیزوکا
سایوری ایشیزوکا (انگلیسی: Sayori Ishizuka؛ زادهٔ ۳۰ اوت ۱۹۷۷) صداپیشگی در ژاپن اهل ژاپن است.